# Kisudvarnok
Kisudvarnok (szlovákul Malé Dvorníky)  község  Szlovákiában, a Nagyszombati kerületben, a Dunaszerdahelyi járásban.

## Fekvése
Dunaszerdahelytől 3 km-re északkeletre fekszik.

## Története
Kisudvarnok, sem Nagyudvarnok területéről nem tartanak számon avar leleteket. A korszak szláv kutatása sem tartotta számon a településeket külön, sem együtt 1989 előtt. A Kápolnadombon Ľudmila Kraskovská által végzett próbaásatások a népvándorláskorból tártak fel sírokat, melyek azonban közöletlenek maradtak.
1252-ben említik először, ekkor Pozsony várának tartozékaként a várban szolgáló udvarnokok települése volt. Más forrás szerint már 1138-ban szerepel írott dokumentumban. 1268-ban, majd 1298-ban is nemesi községként említik. 1356-ban a pápai tizedjegyzékben "Odour" alakban szerepel. 1586-ban és 1595-ben Nemes Kisudvarnok a falu neve. A falu vezetőit századosoknak nevezték, akik békeidőben a falu elöljárói, háborúban pedig parancsnokai voltak a községnek. 1888-ban hatalmas tűzvész pusztított, melyben a falu nagy része leégett. Lakói főként mezőgazdasággal foglalkoztak.
Vályi András szerint "Kis Udvarnok, Nagy Udvarnok. Két falu Pozsony Várm. Kis Udvarnoknak földes Ura Marczal, és Bakó Urak; Nagy Udvarnoknak pedig Pókateleki Konde Uraság, lakosaik katolikusok, fekszenek Szerdahelyhez, Bögöly Pátonyhoz, Solymoshoz, és Enyedhez is közel; határjok két nyomásbéli, réttyek, legelőjök középszerű, piatzok Somorján, és Szerdahelyen."
Fényes Elek szerint "Udvarnok (Kis- és Nagy-), Poson vm. két egymáshoz közel fekvő magyar falu, Szerdahelytől 1/2 mfld. Az első 339 kath., 22 ref., 18 zsidó; a második 320 kath., 10 zsidó lak. F. u. több közbirtokos nemesek. Dohányt termesztenek. Ut. p. Somorja."
A trianoni békeszerződésig Pozsony vármegye Dunaszerdahelyi járásához tartozott. 1946-ban számos magyar családot Csehországba telepítettek, de később nagy részük visszaköltözhetett. 1960 és 1990 között a szomszédos Nagyudvarnokkal alkotott egy községet.
A község 2013-ban elnyerte az Év faluja 2013 címet Szlovákiában.

## Népessége
| Év:            | 1994. | 2004.    | 2014.    | 2024.    |
| -------------- | ----- | -------- | -------- | -------- |
| Emberek száma: | 813   | 942      | 1087     | 1197     |
| Eltérés:       |       | +15,86 % | +15,39 % | +10,11 % |

| Év:            | 2023. | 2024.   |
| -------------- | ----- | ------- |
| Emberek száma: | 1187  | 1197    |
| Eltérés:       |       | +0,84 % |

1910-ben 445 lakosából 440 magyar, 5 német volt.
2011-ben 1038 lakosából 920 magyar és 113 szlovák volt.
2021-ben 1182 lakosából 1000 (+26) magyar, 156 (+18) szlovák, 1 cigány, 7 egyéb és 18 ismeretlen nemzetiségű volt.

## Népművészete
A faluban élő Marczi Angélától Ipolyi Arnold 14 mesét gyűjtött fel kivonatolva.

## Nevezetességei
- A Szentháromság tiszteletére szentelt római katolikus temploma 1735-ben eredetileg kápolnának épült. Az 1960-as évek közepén templommá bővítették, belsejét 1972-ben készített modern freskók díszítik. A templom előtti völgyben Lourdes-i barlang található.
- A Szerdahelyi-kúria 1830 körül épült, korábban iskola működött benne.
- A Wippern-kúriát az 1890-es években Wippern János szentpétervári konzul építtette.
- A temető keresztjét 1730-ban a Marczell család állíttatta.
- A falu közepén álló Jézus-szobrot 1877-ben állították.
- A faluházat 2000-ben építették.

## Külső hivatkozások
- Hivatalos oldal
- Községinfó
- Kisudvarnok Szlovákia térképén
- Travelatlas.sk
- E-obce.sk Archiválva 2008. szeptember 20-i dátummal a Wayback Machine-ben